# Portokalli
Portokalli (albanisch für „die Orange“) ist eine Satire-Sendung aus Albanien, die beim Sender Top Channel immer sonntags um 20:45 Uhr ausgestrahlt wird. Moderatoren der Sendung sind Salsano Rrapi und Eneda Tarifa, die Albanien beim Eurovision Song Contest 2016 in Stockholm vertrat.

## Idee
Der Name der Sendung ist nicht etwa auf die Frucht der Orange, sondern auf das Orange der Verkehrsampel zurückzuführen. Der Titel spricht damit den „Stillstand“ Albaniens in Gesellschaft und Politik an, welche nicht fortschreitet aber auch nicht zurückgeht.

## Format
In der Sendung treten verschiedene Persönlichkeiten auf, die humoristisch über ihren Alltag berichten, erzählen, schwärmen und klagen. Oft werden Persönlichkeiten aus der Politik – allen voran Sali Berisha, Edi Rama, Jozefina Topalli und Hashim Thaçi – nachgeahmt.

## Frühere Darsteller
- Agron Llakaj, Hauptmoderator und bekannt unter der Rolle als Sali Berisha, verließ das Format 2011
- Ermal Mamaqi
- Gentian Zenelaj und Julian Deda wechselten zum Sender Vizion Plus, wo sie bei der Stegreifkomödie Apartamenti 2XL mitspielen
- Amarda Toska, frühere Nebenmoderatorin
- Ervina Kotolloshi, bekannt unter ihrer Rolle als Ponja
- Elvis Pupa
- Ervin Bejleri